# GEPA – The Fair Trade Company
GEPA – The Fair Trade Company ist der größte europäische Importeur fair gehandelter Lebensmittel und Handwerksprodukte aus den südlichen Ländern der Welt. Die beim Handelsregister eingetragene Firma des Unternehmens lautet Gesellschaft zur Förderung der Partnerschaft mit der Dritten Welt mbH.

## Geschichte

### Erste Modelle des Fairen Handels (1946 bis 1980)
Das nordamerikanische Unternehmen Ten Thousand Villages hat sich den Beinamen „Fair Trade Retailer since 1946“ gegeben. Die ersten Spuren des Fairen Handels in Europa stammen aus den späten 1950er Jahren, als Oxfam UK begann, in Oxfam-Läden von chinesischen Flüchtlingen hergestelltes Kunsthandwerk zu verkaufen. Im Jahr 1964 wurde die erste Fair-Trade-Organisation gegründet. Die niederländische Organisation Fair Trade Original (ehemals Steun voor Onderontwikkelde Streken, kurz: SOS) verweist darauf, dass sie seit 1959 „eerlijke producten“ verkaufe.
1967 begann S.O.S. mit dem Handel von Produkten aus Entwicklungsländern. Im April 1969 eröffnete im niederländischen Ort Breukelen der erste Weltladen. Seit Beginn der 1970er-Jahre hatten sich – nach dem Beispiel der holländischen „Wereldwinkels“ – feste Verkaufs- und Informationsstätten entwickelt, die als „Dritte-Welt-Läden“ auftraten.
Mit dem „Indio-Kaffee“ kam 1973 der erste fair gehandelte Kaffee über die niederländische Importorganisation S.O.S. nach Deutschland, weil das Hilfswerk MISEREOR (auch späterer GEPA-Gesellschafter) enge Kontakte zum guatemaltekischen Kooperativenverbund FEDECOCAGUA aufgebaut und dessen Aufbau intensiv unterstützt hatte.
1973 wurde als deutsche Tochtergesellschaft der Verein Gesellschaft für Handel mit der Dritten Welt gegründet, der Vorläufer der GEPA. 1975 wurde in Frankfurt/Main die Arbeitsgemeinschaft Dritte-Welt-Läden mit dem Namen AG3WL ins Leben gerufen: Es gab damals zehn Weltläden in der Bundesrepublik Deutschland. 1978 fand in Hamburg die Eröffnungsveranstaltung zur Aktion „Jute statt Plastik“ statt. Die Zahl der Weltläden war auf 100 gestiegen.

### 1980er Jahre: Wachsender Rückhalt
1975 lag die Zahl der bundesweit bestehenden Weltläden immer noch bei etwa zehn, 1980 waren es bereits 100 und 1985 schon 250. 1988 wurde in den Niederlanden das Max-Havelaar-Gütesiegel für fairen Handel eingeführt.
1989 wird die International Federation for Alternative Trade (IFAT, heute World Fair Trade Organization, WFTO) als Weltverband alternativer Importorganisationen gegründet, der 1998 etwa 100 Fair-Handelorganisationen angehören, darunter in Deutschland Dritte-Welt Partner Ravensburg (heute: WeltPartner eG), El Puente, GEPA und TEAM. 1990 wurde die European Fair Trade Association (EFTA) als Zusammenschluss von elf alternativen Importorganisationen gegründet.

### Die Anfänge im Einzelhandel

Logo bis Februar 2007

Im Jahr 1989 begann die Aktion Arme Welt Tübingen als Pilotprojekt für Kaffee im Normalhandel in drei Tübinger Filialen der Gottlieb-Handelsgesellschaft den Verkauf von GEPA-AHA-Kaffee. Im Zuge der Öffnung hin zum Lebensmitteleinzelhandel wurde ab Mai 1990 in 34 Filialen der Gottlieb-Handelsgesellschaft AHA-Kaffee der gepa verkauft.
Um neue Käuferschichten anzusprechen und vor allem den Handelspartnern mehr Absatzmöglichkeiten für ihre Produkte zu bieten, ging die GEPA ab 1989 neue Wege im Vertrieb. Neben den „klassischen“ Vertriebsbereichen der Weltläden und Aktionsgruppen weitet sie den Vertrieb zunehmend auch auf Bio- und Naturkostläden, den Lebensmitteleinzelhandel, Großverbraucher und Versandhandel aus. Der wichtigste und größte Importeur hatte sich damit zur Pluralität von Vertriebswegen auch über den engen Rahmen des alternativen Handels hinaus bekannt.
Die Entwicklung des Siegels TransFair (heute FAIRTRADE) ist ebenfalls Teil der Strategie zur Handelsausweitung.
Am 7. Oktober 1992 wurde die gepa erster Lizenznehmer von TransFair. Der erste TransFair-gesiegelte Kaffee wurde im Herbst 1992 verkauft.

### Vertriebsausweitung
1992 erweiterte die GEPA ihren Vertrieb um den des Außer-Haus-Service (AHS), um neue Absatzwege für Partnergenossenschaften im Süden zu erschließen und dazu beizutragen Fair Trade-Produkte hierzulande bekannter zu machen. Bereits seit November 1990 trinken die Mitarbeiterinnen und Mitarbeiter von Schwäbisch Hall am Arbeitsplatz fair gehandelten Bio-Kaffee der GEPA, also noch bevor es den Vertriebsbereich in seiner heutigen Form gab.
Am 8. Januar 1993 wurde der erste speziell für den Einzelhandel bestimmte Kaffee geröstet. Von Januar bis März gewann man neue Großkunden: Henkel, das Bundestags-Restaurant, Allianz, Landtag Rheinland-Pfalz, Gesellschaft für Technische Zusammenarbeit (GTZ) sowie die Rathäuser der Städte Menden und Langenfeld.

### Die Umstrukturierung
Zur Messe BIOFACH im Februar 2007 vollzog das Unternehmen einen Designwechsel. Das Unternehmenslogo, die Verpackungen und der Werbeauftritt werden geändert. Ziel ist es, so vor allem die Jugend ansprechen und sie mit dem fairen Handel vertraut machen. Statt aus den Kleinbuchstaben gepa besteht das neue Logo aus den Großbuchstaben GEPA in Verbindung mit dem Claim THE FAIR TRADE COMPANY.

#### Zentralisierung der Logistik
Sprunghaft angestiegene Weltmarktpreis für Kaffee stellten die GEPA vor neue Herausforderungen. Innerhalb eines Jahres hatte sich der Börsenpreis für Arabica verdoppelt. Die GEPA zahlte nach eigenen Angaben immer deutlich über Weltmarkt-, oft auch über Fairtrade-Standards. Wegen der Entwicklung am Weltmarkt musste die GEPA die Kaffeepreise im April 2012 erhöhen, Die regionale Vertriebsstruktur mit drei eigenen Fair Handelszentren konnte laut Angaben den Unternehmens aufgrund der aufwändigen Warenpräsentation auf Dauer nicht wirtschaftlich aufrechterhalten werden. Die Zentren wurden geschlossen. Mit einer neuen Markenstrategie wollte die GEPA ihre Position im Wettbewerb stärken. Mit diesen Maßnahmen konnte das Unternehmen nach eigenen Angaben den Umbau der GEPA zu einem zukunftssicheren Unternehmen bewältigen und weiter vorantreiben.

### Seit 2011: Stärkere Profilierung der Marke „GEPA“
Beginnend mit dem Tee-Sortiment 2011 stellt die GEPA auf ihren Produktverpackungen ihr Logo als Marke in den Mittelpunkt und verzichtet größtenteils auf das Fairtrade-Siegel. Als neues Gestaltungselement verwendet sie zusätzlichen das Zeichen „fair +“, um nach eigener Aussage „ihre Pionierarbeit und Mehrleistungen im Fairen Handel“ deutlich machen. Ein Produktsiegel könne nicht alles abbilden, die GEPA verstehe sich in seiner gesamten Firmenpolitik als „Fair Handelsunternehmen“.
In den folgenden Jahren stellt die GEPA in dieser Hinsicht noch stärker ihre Gründungs-Mitgliedschaft der WFTO heraus. 2015 lässt sich die GEPA nach dem damals neuen Garantiesystem der WFTO prüfen, um zu belegen, dass sie als „Organisation an sich fair ist“.
Damit reagiert das Unternehmen zum einen auf die wachsende Zahl der Anbieter von Produkten mit Fairtrade-Produktsiegel und zum anderen auf Veränderungen der Fairtrade-Standards, die den sogenannten „Mengenausgleich“ und niedrigere Fair Handelsanteile in sogenannten „Mischprodukten“ erlauben.

## Produkte

### Lebensmittel

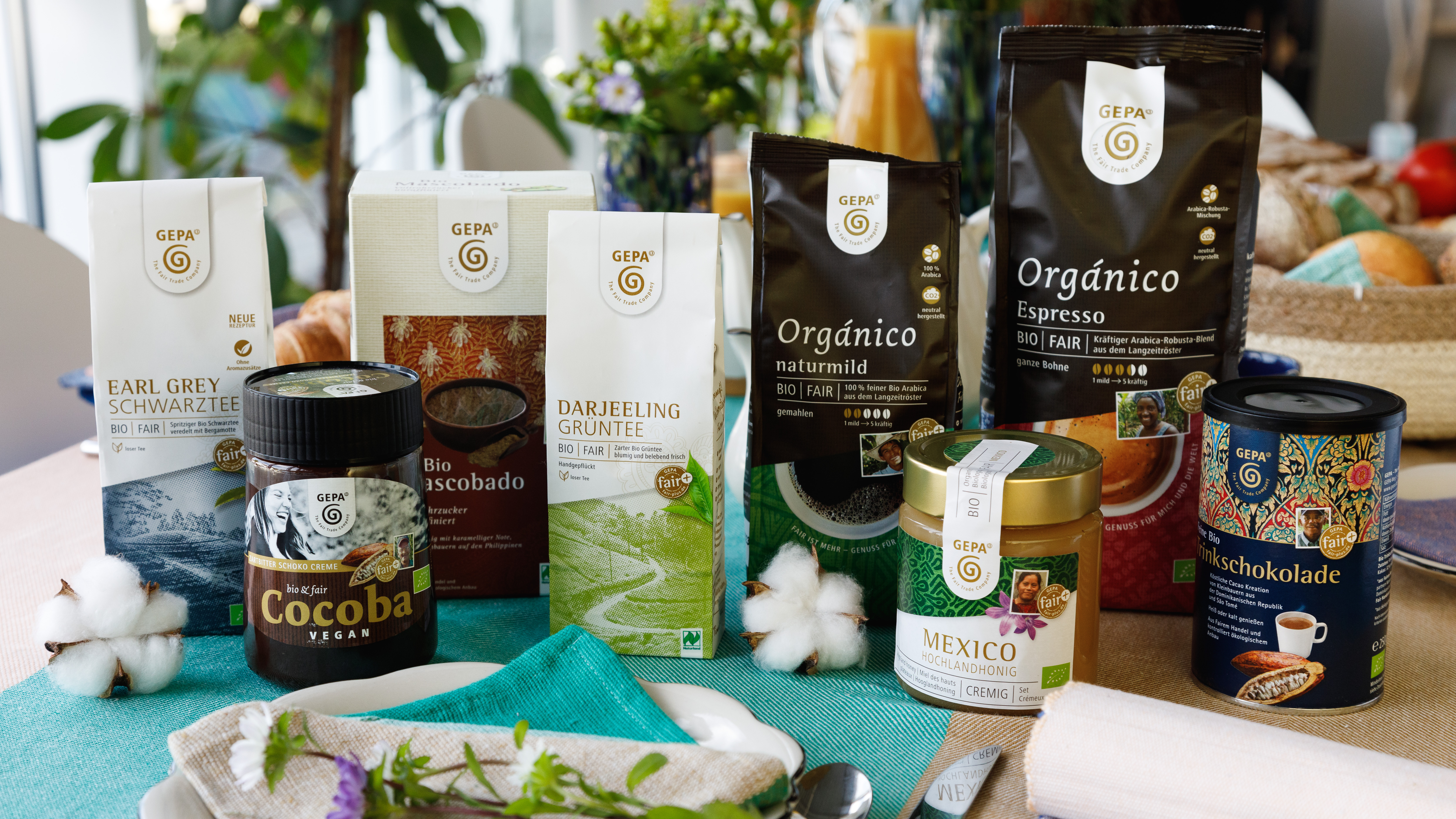
Auswahl an fair gehandelten Lebensmitteln der GEPA. (Foto: GEPA – The Fair Trade Company/C. Schreer)

Das Unternehmen bietet folgende Lebensmittel im Weltladen, in vielen Supermärkten und Bioläden sowie online an, außerdem in der Gastronomie und Gemeinschaftsverpflegung, bei Firmenkunden und Bildungseinrichtungen:
- Kaffee (Mahlkaffees, ganze Bohnen, Espresso, Instant, Kaffee-Pads)
- Tee (Ceylon, Darjeeling, Assam, Grüner und Rooibos, Gewürztee)
- Schokoladenprodukte (Tafeln, Riegel, Dragees)
- Honig (cremig, flüssig, Mischungen)
- Brotaufstriche (Fruchtaufstriche, Konfitüren, Marmeladen, Nuss-Nougat-, Erdnusscreme)Die GEPA vertreibt auch fair gehandelte und handgemachte Wohnaccessoires – zum Beispiel Aufbewahrungskörbe. (Foto: GEPA – The Fair Trade Company/C. Schreer)
- Kakao (Instant, Trinkschokolade)

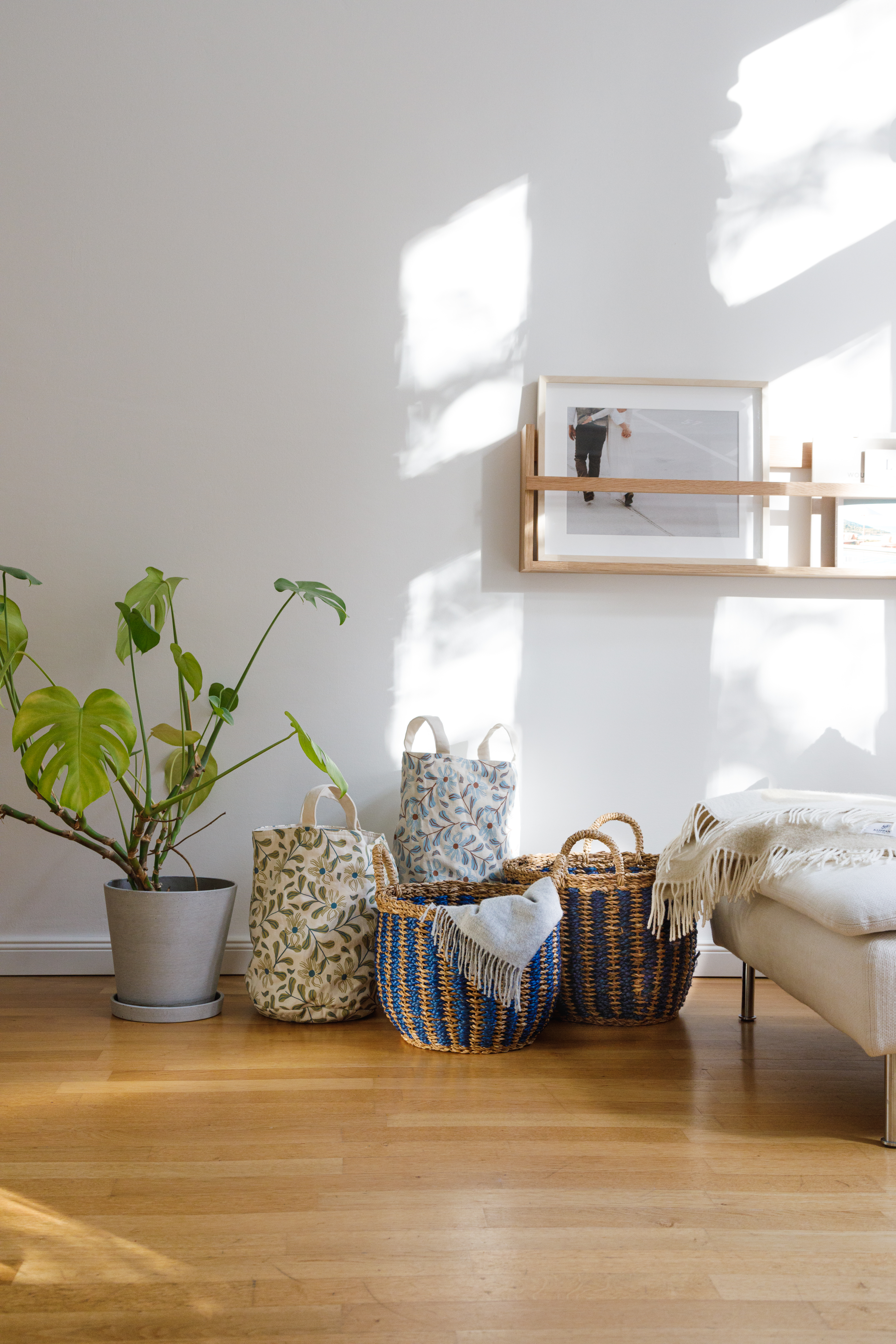
Die GEPA vertreibt auch fair gehandelte und handgemachte Wohnaccessoires – zum Beispiel Aufbewahrungskörbe. (Foto: GEPA – The Fair Trade Company/C. Schreer)

- Süßes/Snacks (Gebäck, Bonbons, Nüsse (z. B. Cashews mit Salz oder Chili), Trockenfrüchte (z. B. getrocknete, gesüßte Mangos))
- Zucker (Rohrzucker, Zuckersticks)
- Körner/Teigwaren (Quinua, Reis (z. B. Lila Reis), Nudeln)
- Chutneys/Soßen (Chutneys = Würzige Beilagensoßen z. B. zum Marinieren von Fleisch, Soßen)
- Getränke (Rot-, Rosé-, Weißweine, Fruchtsäfte (Orangensaft, Fruchtmixgetränk))
- Saisonale Produkte wie Nikolaus-Figuren oder Osterartikel.

### Handwerksprodukte
Die Produkte aus dem Non-Food-Bereich werden fast ausschließlich in den Weltläden und online angeboten:
- Korbwaren und Taschen
- Heimtextilien
- Pyjamas und Socken
- Kerzen
- Seifen
- Wohnaccessoires/Deko-Artikel (Essgeschirr, Kerzenhalter, Seifenschalen)
- Kokosblöcke (Blumenerde aus Kokosfasern)

## Grundsätze und Ziele
Das Unternehmen gibt an, mit dem Fairen Handel, vor allem im Globalen Süden, die Lebensbedingungen von Menschen verbessern zu wollen, die aufgrund regionaler und nationaler Wirtschafts- und Sozialstrukturen ihres Landes sowie der Weltwirtschaft benachteiligt sind.
Faire Handelsbeziehungen umfassen für die GEPA unter anderem:
- Dialog über Entwicklungsziele
- Zahlung fairer Preise
- Vorfinanzierung auf Anfrage durch die Produzenten (damit zum Beispiel Saatgut gekauft werden kann)
- Langfristige Handelsbeziehungen
- Beratung bei der Produktentwicklung und Exportabwicklung
- Förderung biologischer Landwirtschaft

Mit Unterstützung der GEPA und anderer Organisationen sind, der GEPA zufolge, bei den Produzenten unter anderem folgende Ziele erreicht worden:
- Verbesserte Strom- und Wasserversorgung
- Bessere gesundheitliche Versorgung
- Verminderung von ausbeuterischer Kinderarbeit
- Errichtung von Schulen und Bildungseinrichtungen
- Verbesserung der Produktqualität (biologischer Anbau)
- Mitspracherecht der Produzenten
- Geregelte Arbeitszeiten, mit Pausen
- Mehr Arbeitsmöglichkeiten
- Mehr Wertschöpfung im Anbauland

Die GEPA erklärt, in sogenannten „Mischprodukten“ wie z. B. Schokolade oder Gebäck, einen möglichst hohen Anteil an fair zertifizierten Rohwaren (Zutaten) anzustreben.
Rund 86,5 Prozent des Lebensmittelumsatzes erwirtschaftet die GEPA mit Produkten aus zertifiziert ökologischem Anbau (Stand: Dezember 2021).
Außerdem will die GEPA das Kaufverhalten von Konsumenten in den Industrieländern verändern und durch Lobbyismus strukturelle Veränderungen in der Weltwirtschaft erreichen.
Im Gegensatz zu rein kommerziell orientierten Unternehmen möchte die GEPA den Kunden einen Einblick in das Zustandekommen ihrer Preise ermöglichen und strebt Transparenz an.  Musterkalkulationen für verschiedene Produkte sind auf der Webseite einsehbar.

## Verkaufsstruktur
Acht Regionale fair-Handelszentren in Deutschland versorgen ca. 900 Weltläden und rund 3.000 Aktionsgruppen mit fair gehandelten Lebensmittel- und Handwerksprodukten. Zahlreiche Supermärkte und Lebensmitteleinzelhändler haben die Produkte in ihrem Sortiment. Kantinen von Unternehmen, Studentenwerken, Tagungshäusern u. Ä. werden vom Außer-Haus-Service (AHS) beliefert. Darüber hinaus gibt es einen Onlineshop.
Die Regionalen Fair Handelszentren (RFZ) sind, mit Ausnahme des RFZ Wuppertal, in selbständiger Trägerschaft.

### Regionales Fair-Handelszentrum (eigene Trägerschaft)

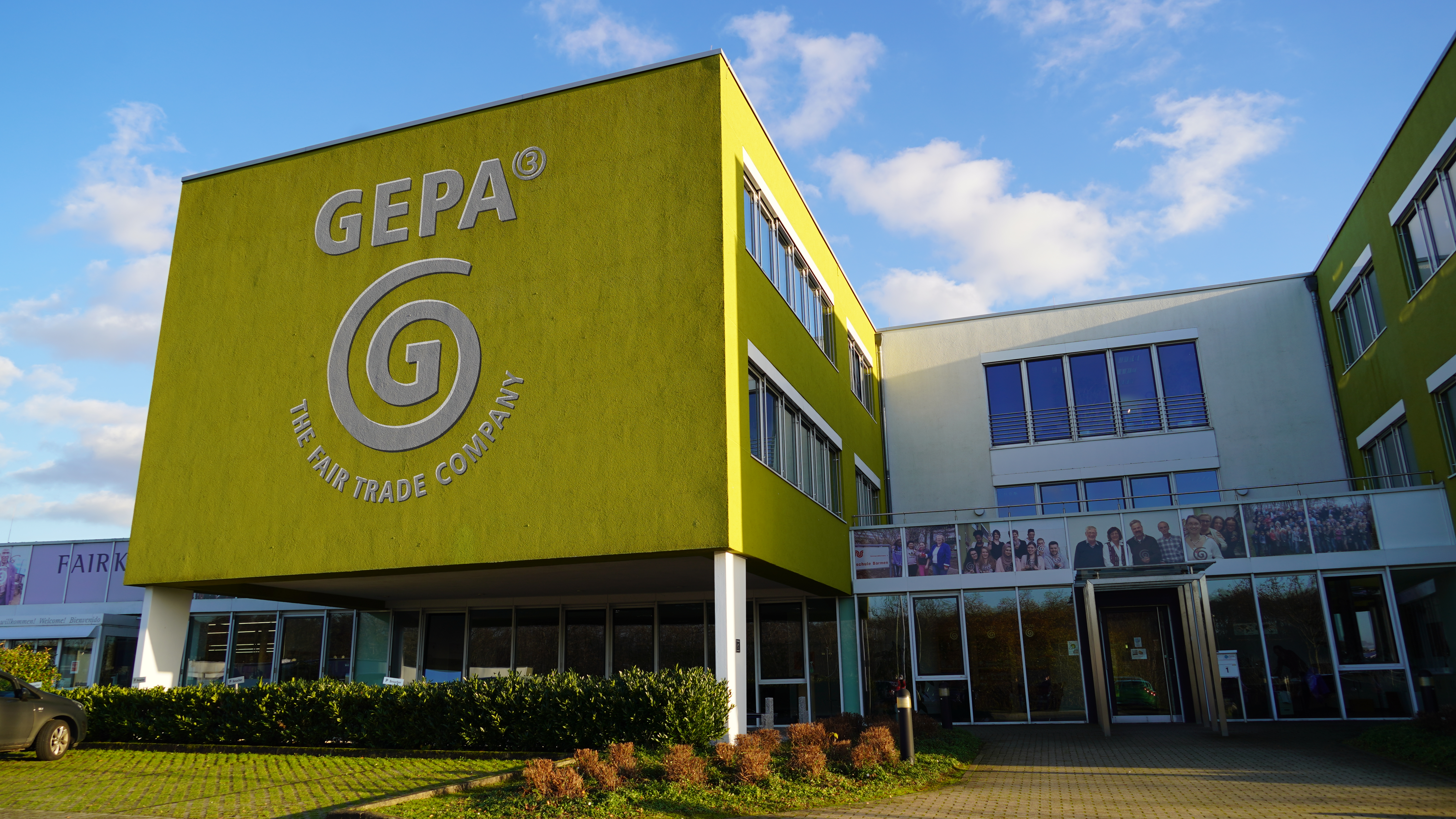
Firmensitz der GEPA in Wuppertal-Vohwinkel

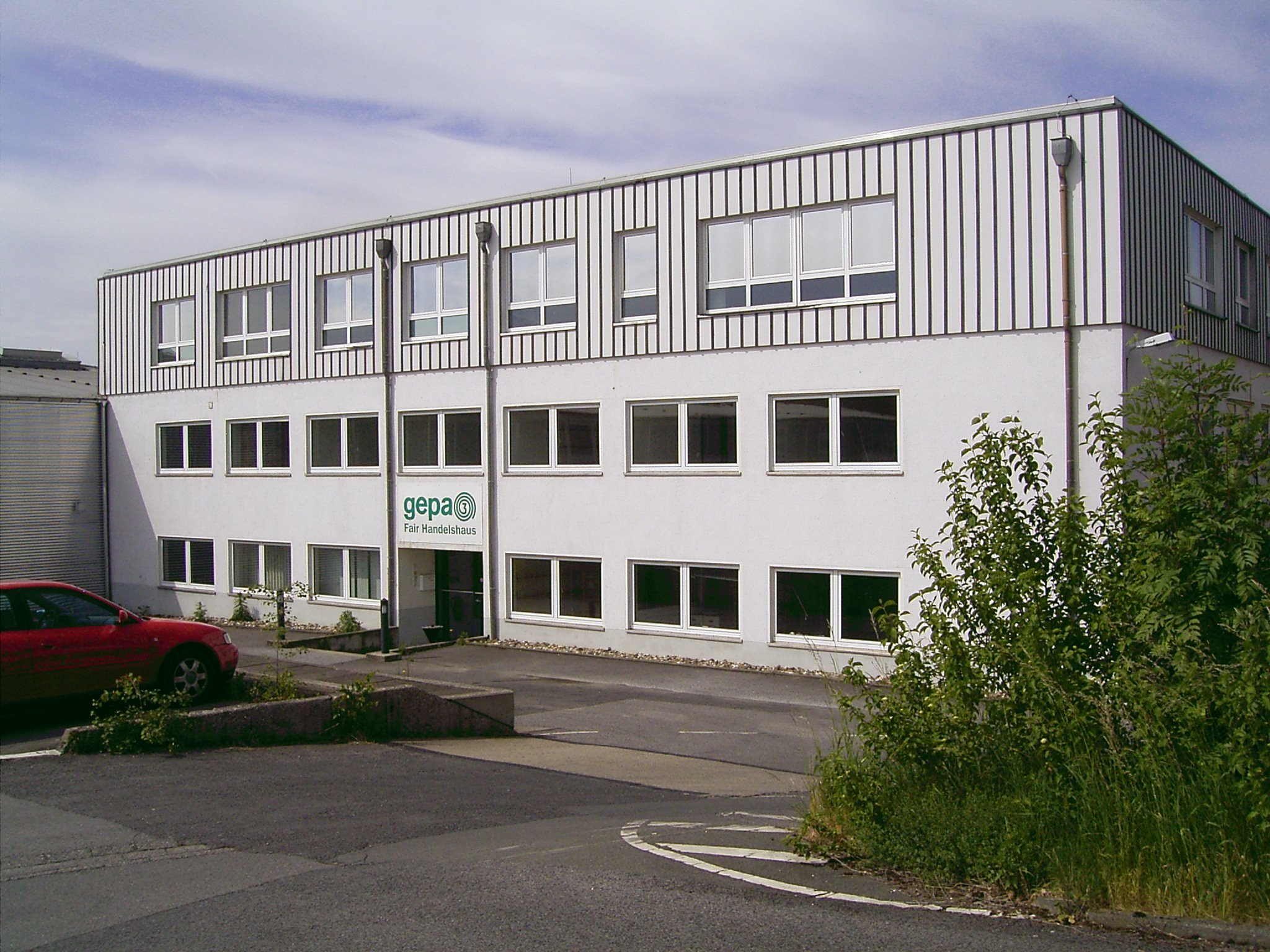
Das ehemalige Gebäude der GEPA in Wuppertal (bis 2007)

Die GEPA betreibt lediglich ein eigenes RFZ („GEPA-Store“) für die Region West in Wuppertal.

### Regionale Fair-Handelszentren in selbständiger Trägerschaft
- Süd-Nord Kontor GmbH (GEPA Nord, Hamburg)
- FAIR Handelsgesellschaft mbH (Münster)

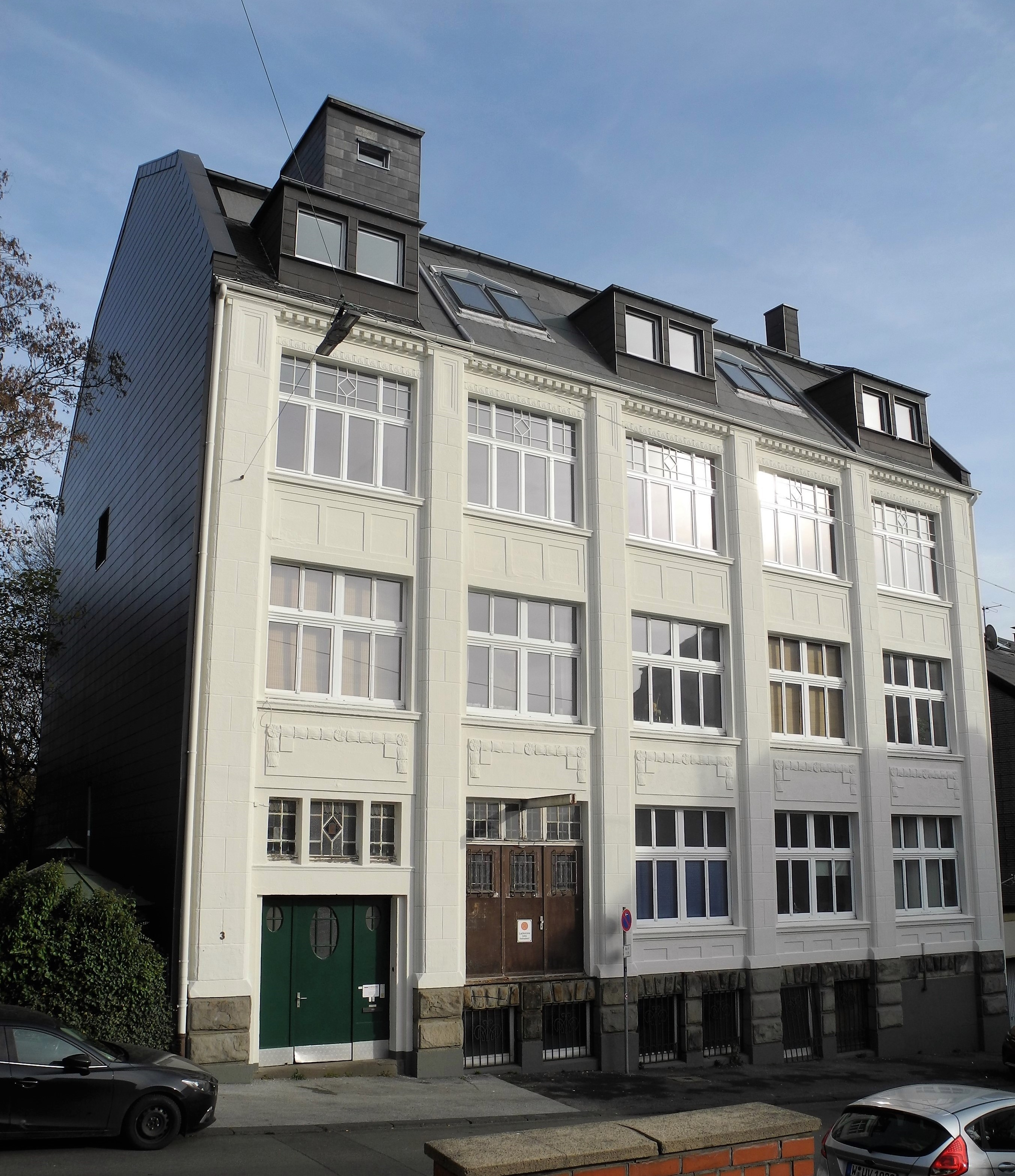
Erster Firmensitz der GEPA 1975 lag in der Grafenstr. 3 in Wuppertal, in zwei Wohnungen à 100 Quadratmeter.

- Erster Firmensitz der GEPA 1975 lag in der Grafenstr. 3 in Wuppertal, in zwei Wohnungen à 100 Quadratmeter.F.A.I.R.E. Warenhandels eG Dresden für Südostdeutschland
- Cadolzburger-Welt-Lager (CaWeLa), Cadolzburg für die Region Nordbayern / Franken
- Eine Welt Zentrum in Langquaid, für die Region Niederbayern/Regensburg
- FAIR Handelshaus Bayern eG in Amperpettenbach für die Region München
- Fairkauf Handelskontor eG Region München

### Ehemalige RFZ in GEPA-eigener Trägerschaft
- Süd (Leonberg), wurde zum Ende des Jahres 2011 geschlossen
- Ost (Berlin), wurde zum Ende des Jahres 2011 geschlossen
- Mitte (Alzenau) wurde zu Ende Oktober 2012 geschlossen

## Mitgliedschaften und Kampagnen
- World Fair Trade Organization (WFTO)
- European Fair Trade Association (EFTA)
- Forum Fairer Handel (FFH)[25]

Als Mitglied der EFTA hat die GEPA die Kampagne „Climate Justice – Let's Do It Fair“ mit ins Leben gerufen. Als Mitglied im Forum Fairer Handel (FFH) beteiligt sich die GEPA an der Organisation der Fairen Woche.

## Zertifizierungs- und Monitoringsysteme
Die GEPA als Unternehmen ist geprüft nach dem WFTO-Garantie-System. Zusätzlich arbeitet die GEPA mit weiteren Zertifizierungs- und Montitoringsystemen zusammen, z. B. FLO-Cert und Naturland Fair.

## Auszeichnungen
- 2023: German SDG-Award in der Kategorie „Unternehmen“[28]
- 2022: Sustainable Impact Award, Auszeichnung in der Kategorie „Generali SME EnterPrize“
- 2022: German SDG-Award, GEPA eines sechs Nominierten in der Kategorie „Unternehmen“[28]
- 2020: CSR-Preis der Bundesregierung, Auszeichnung in der Kategorie „Verantwortungsvolles Lieferkettenmanagement“
- Ende 2019: Deutscher Nachhaltigkeitspreis, Top 3 in der Kategorie „Globale Partnerschaften 2020“
- 2018: „Internorga-Zukunftspreis“ Top3 „Trendsetter Produkt – Nahrungsmittel & Getränke“
- Ende 2017: Deutscher Nachhaltigkeitspreis, „Café Orgánico“ in der Kategorie „Café Orgánico: Deutschlands nachhaltigstes Produkt 2018“ (Sieger des REWE Group-Verbraucher-Votings)[29]

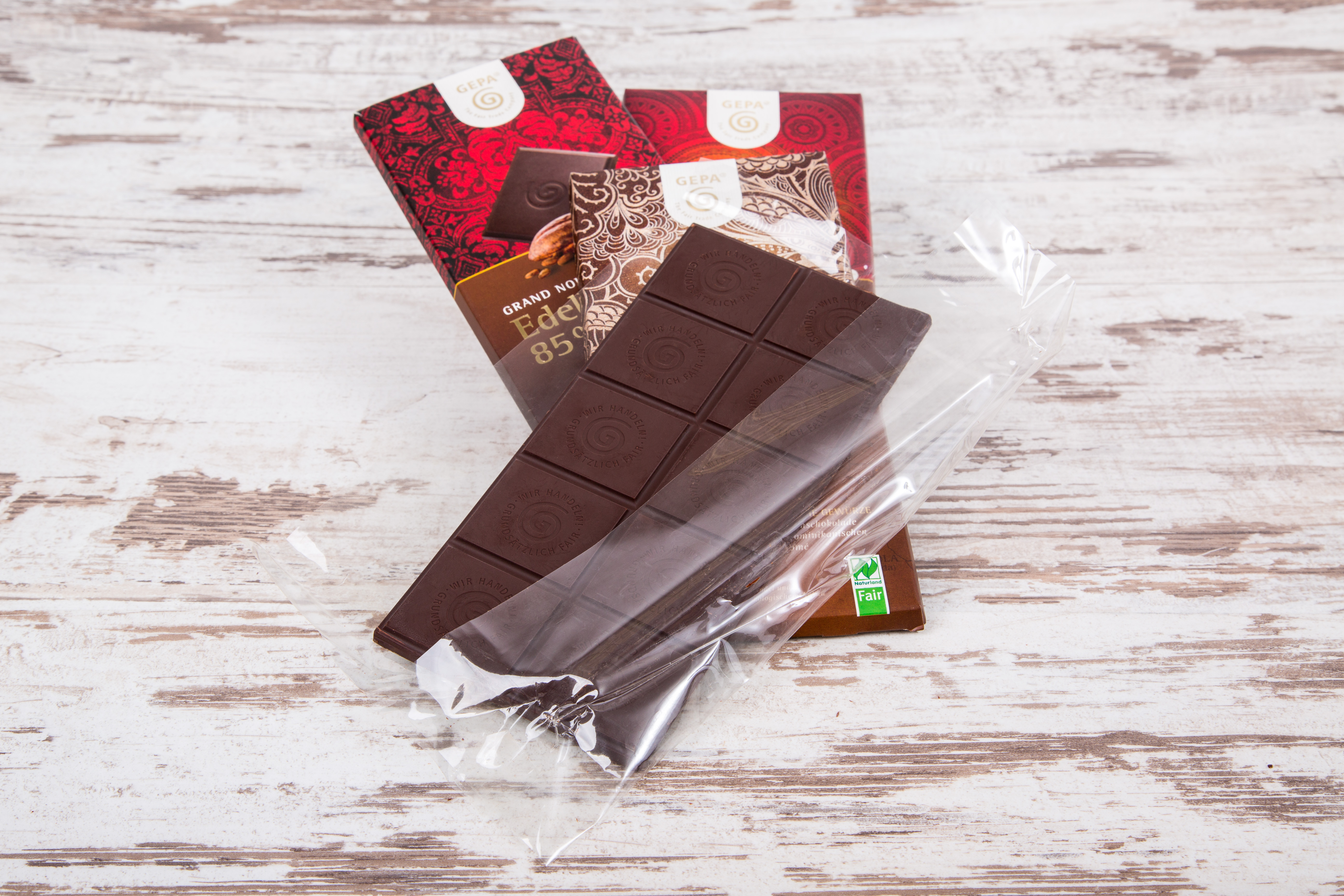
GEPA-Schokoladen sind fair gehandelt, meist biozertifiziert und der transparente Innenwickel besteht aus einer Folie, die für den Heimkompost zertifiziert ist. (Foto: GEPA – The Fair Trade Company/C. Schreer)

## Besonderheiten bei der Verpackung
Auf jeder Verkaufsverpackung gibt die GEPA beispielhaft an, von welchen Handelspartnern sie die fair gehandelten Rohwaren dafür bezieht. Das Logo besteht aus einer Spirale, in deren Zentrum ein G steht.
GEPA-Schokolade ist nicht, wie bei anderen Marken üblich, in Aluminiumfolie verpackt, da Aluminium auf umweltschädliche Weise produziert wird und die Gesundheit gefährden kann. Die weiße Aromaschutzfolie der GEPA-Schokolade besteht bis zu 94 % aus nachwachsenden Rohstoffen, nämlich aus Zellulose. Sie verhindert, dass Fremdstoffe aus den Umverpackungen in die Schokolade gelangen. Somit liegt ihre Verwendung im Interesse von Verbrauchern und Umwelt.